# Tipula milkoi
Tipula milkoi är en tvåvingeart som beskrevs av Fedor Semenovich Pilipenko 2005. Tipula milkoi ingår i släktet Tipula och familjen storharkrankar. Inga underarter finns listade i Catalogue of Life.